# Ko Korsten
Jacobus Gerardus (Ko) Korsten (Amsterdam, 2 mei 1895 – Heemstede, 3 oktober 1981) was een Nederlands zwemmer, die Nederland eenmaal vertegenwoordigde bij de Olympische Spelen: 'Antwerpen 1920'.
In de Belgische havenstad kwam Korsten, lid van zwemvereniging DJK-ZAR uit Amsterdam-West, goed voor de dag; op het koningsnummer, de 100 meter vrije slag, zette hij in de halve finales met 1.05,2 een scherpe tijd neer en was hij de beste Europeaan. Het bleek evenwel niet goed genoeg voor een plaats in de eindstrijd.
Korsten maakte bij de vijfde (moderne) Olympische Spelen deel uit van een vierkoppige Nederlandse selectie, die verder bestond uit Rie Beisenherz (100 meter vrije slag) en Jean van Silfhout (eveneens 100 meter vrije slag) en Cor Zegger (1500 meter vrije slag). Opmerkelijk: in Antwerpen bedroeg de baanlengte niet 50 meter zoals in later jaren, maar 100 meter. Bovendien werd er gestart vanuit het water.